# Atoposmia beameri
Atoposmia beameri är en biart som först beskrevs av Michener 1951.  Atoposmia beameri ingår i släktet Atoposmia och familjen buksamlarbin. Inga underarter finns listade i Catalogue of Life.